# Claude Bardon
Pour les articles homonymes, voir Bardon.
Claude Bardon est un chef d'orchestre et violoniste français né le 20 avril 1942 à Angers.

## Biographie
Claude Bardon naît le 20 avril 1942 à Angers au sein d'une famille de musiciens.
Il étudie au Conservatoire de sa ville natale, le violon, la musique de chambre, l'harmonie et le chant, puis au Conservatoire de Paris, où il obtient un 1er prix de violon en 1966.
En 1967, il est engagé par Charles Münch comme premier violon dans l'Orchestre de Paris, formation nouvellement créée. Il se produit en parallèle au sein du Trio Courmont et comme soliste.
À compter de 1974, Claude Bardon travaille la direction d'orchestre auprès de Pierre Dervaux. Il devient assistant de Daniel Barenboïm et fait carrière comme chef invité avant d'être nommé en 1984 chef associé à l'Orchestre de Paris puis deuxième chef à l'Orchestre national de Lyon en 1985 et 1986 et professeur au Conservatoire national supérieur de musique de Lyon.
En 1990, il est nommé premier chef invité de l'Orchestre de Caen, poste qu'il occupe jusqu'en 1995.
À partir de 1998, Claude Bardon est directeur musical de l'Orchestre de Vendée.
À la baguette, il a créé des œuvres d'Hugues Dufourt (Surgir, 1985), Jean-Louis Florentz (Requiem de la Vierge, 1988) et Philippe Hersant (Missa brevis, 1986), notamment.